# Viaduc du Paillon
Le viaduc du Paillon est un pont à poutres situé à Nice dans les Alpes-Maritimes, en France. Il porte l'autoroute A8 et franchit la vallée du Paillon. 

## Caractéristiques
Il est en fait composé de deux viaducs parallèles. Le premier, achevé en 1978, est long de 350,6 mètres. Il s'agit d'un pont à poutres en T dont la largeur de la double poutre est de 12,40 mètres et dont les piles ont une hauteur maximale de 22 mètres. Le tablier est constitué de dalles nervurées en béton précontraint installées par poussage. Le second viaduc, terminé en 1986, est long de 364 mètres. Il s'agit d'un pont en poutre-caisson en béton précontraint dont le tablier est un mono-caisson construit par encorbellements successifs. Ses piles mesurent 16 mètres.